# Trycherus castaneus
Trycherus castaneus is een keversoort uit de familie zwamkevers (Endomychidae). De wetenschappelijke naam van de soort werd in 1837 gepubliceerd door Frederick William Hope.